# Maxomys
Maxomys is een geslacht van knaagdieren dat voorkomt in Zuidoost-Azië. Ze komen voor in Laos en Vietnam en vanaf het schiereiland Malakka (zuidelijk van de Landengte van Kra) tot Palawan, Mindoro en omliggende eilanden in de zuidwestelijke Filipijnen, Celebes, Java en de Mentawai-eilanden (ten westen van Sumatra). Ze zijn waarschijnlijk het nauwste verwant aan de fossiele Ratchaburimys uit Thailand, maar verder zijn hun verwantschappen onduidelijk. Het is mogelijk dat zowel M. moi als de soorten uit Celebes tot een apart geslacht behoren.

## Kenmerken
Het zijn middelgrote, op ratten lijkende knaagdieren, die op de bodem van tropische regenwouden leven. Daar graven ze holen, die naar een met bladeren beklede nestkamer voeren. Ze eten voornamelijk wortels, fruit en ander plantaardig voedsel, maar soms ook insecten. Alle soorten leven verborgen en vermijden mensen. De rugvacht is kort, dicht en meestal stekelig. De achtervoeten zijn lang en smal. De staart is meestal korter of even lang als de kop-romplengte, behalve bij M. dollmani. De staart is fijn geschubd. De bovenkant is bruin, de onderkant wit. Bij sommige soorten is een deel volledig wit. Vrouwtjes hebben zes of acht mammae.

## Taxonomie
Het geslacht Maxomys is eerder tot Rattus gerekend. Later werd het een apart geslacht, maar de verkeerde soorten werden ertoe gerekend: men dacht namelijk dat Maxomys bartelsii, de typesoort, een Niviventer was. Ook Leopoldamys werd ermee verward. Uiteindelijk werd het gebruik van de naam door een artikel van Musser en anderen uit 1979 gestabiliseerd.

## Sooorten
Het geslacht omvat de volgende soorten:
- Maxomys alticola
- Maxomys baeodon
- Maxomys bartelsii
- Maxomys dollmani
- Maxomys hellwaldii
- Maxomys hylomyoides
- Maxomys inas
- Maxomys inflatus
- Maxomys moi
- Maxomys musschenbroekii
- Maxomys ochraceiventer
- Maxomys pagensis
- Maxomys panglima
- Maxomys rajah
- Maxomys surifer
- Maxomys tajuddinii
- Maxomys wattsi
- Maxomys whiteheadi

Aethomys-divisie ·
Apodemus-divisie ·
Arvicanthis-divisie ·
Chrotomys-divisie ·
Colomys-divisie ·
Crunomys-divisie ·
Dacnomys-divisie ·
Dasymys-divisie ·
Echiothrix-divisie ·
Golunda-divisie ·
Hadromys-divisie ·
Hybomys-divisie ·
Hydromys-divisie ·
Lorentzimys-divisie ·
Malacomys-divisie ·

Maxomys-divisie (Maxomys) ·

Melasmothrix-divisie ·
Micromys-divisie ·
Millardia-divisie ·
Mus-divisie ·
Oenomys-divisie ·
Phloeomys-divisie ·
Pithecheir-divisie ·
Pogonomys-divisie ·
Pseudomys-divisie ·
Rattus-divisie ·
Stenocephalemys-divisie ·
Uromys-divisie ·
Xeromys-divisie ·
Niet-ingedeelde geslachten